# Пристань (Свердловская область)
При́стань — село в Артинском районе Свердловской области, входящее в Артинский городской округ. Расположено при впадении реки Арти в Уфу.

## Географическое положение
Село Пристань расположено на юго-западе области, на обоих берегах реки Уфы, в устье левого притока — реки Арти. На юго-западе к селу примыкает посёлок городского типа Арти, расположенный выше по течению реки Арти. В селе Пристань имеется обустроенный и освящённый Свято-Троицкий родник.

## История
Село было основано в 1789 году как пристань для барж, проходивших мимо, а также служившей для транспортировки торфа на пароме и последующей отправке его по узкоколейной железной дороге на Артинский железоделательный завод.
До 1 октября 2017 года село являлось частью Пристанинского сельского совета.

## Храмы
В селе Пристань имеются две церкви: православная Введенская и старообрядческая Свято-Троицкая.
В 1860 году была перестроена из часовни деревянная однопрестольная церковь, которая была освящена в честь Введения во храм Пресвятой Богородицы в 1860 году. Церковь не закрывалась.

## Население
| 2002 | 2010 | 2021 |
| ---- | ---- | ---- |
| 1078 | ↘991 | ↘905 |

## Известные уроженцы
- Шевалдин, Трифон Иванович — советский военный деятель, командующий войсками армии и ряда военных округов, генерал-лейтенант.